# Milo Martin
Milo Martin, né à Morges le 6 février 1893 et mort à Lausanne le 26 juillet 1970, est un sculpteur et médailleur vaudois.

## Biographie
Originaire de Sainte-Croix et fils du graveur et lithographe Émile Martin, Milo Martin étudie à Lausanne, Genève - notamment auprès de Carl Albert Angst - Rome et Florence, mais désapprouve les méthodes d'enseignement des écoles d'art et décide de travailler seul. Il se spécialise dans la sculpture de nus classiques et de portraits réalistes, ainsi que dans la création de médailles.
Installé dans l'Orangerie du Parc Mon-Repos, Milo Martin est l'auteur de nombreuses sculptures pour la plupart disséminées dans la région lausannoise. Il entreprend des voyages dans différents pays européens où il présente ses œuvres lors d'expositions internationales (Bruxelles, 1928 ; Amsterdam, 1928 ; Paris, 1934 ; Vienne, 1937 ; Caire et Alexandrie, 1938 ; New York, 1939-1940).
Il reçoit de nombreuses distinctions : premier prix au concours national pour la médaille de l'Exposition Nationale Suisse (Berne, 1913) ; deuxième prix aux Jeux olympiques de sculpture (Amsterdam, 1928) ; "lauriers d'or" (Vienne, 1937). Il obtient de nombreuses commandes publiques et siège, de 1931 à 1936, à la Commission fédérale des beaux-arts. Il marque la sculpture romande de l'entre-deux guerres.

## Sources
- « Milo Martin », sur la base de données des personnalités vaudoises sur la plateforme « Patrinum » de la Bibliothèque cantonale et universitaire de Lausanne.
- « Milo Martin » dans le Dictionnaire historique de la Suisse en ligne.
- Sylvain Bauhofer, « Milo Martin », sur SIKART Dictionnaire sur l'art en Suisse, 1998.
- Formes et couleurs, no 4 1941
- La XXe exposition nationale des beaux-arts photographie de la médaille de l'Exposition nationale suisse, Berne 1914, photographie Paul Bonzon
- Dict. biogr. de l'art suisse, vol. 2, p. 683
- Appendice in C.-F. Landry Milo Martin, sculpteur, Lausanne 1941
- Lausanne Patrie suisse, (A. B.) 1920, no 689, p. 40-41 voir aussi même revue no 611, 1917, p. 42 et no 683, 1919, p. 283
- photographie E. Gos, Lausanne Patrie suisse, (Edmond Bille) 1930, no 1064, p. 478-479